# Touguinha
Touguinha is een plaats (freguesia) in de Portugese gemeente Vila do Conde en telt 1410 inwoners (2001).